# Csingiz Ajtmatov
Csingiz Torekulovics Ajtmatov (kirgizül: Чыңгыз Айтматов (Çıňğız Aytmatov), oroszul: Чингиз Торекулович Айтматов; Seker, Szovjetunió (ma Kirgizisztán), 1928. december 12. – Nürnberg, 2008. június 10.) kirgiz és orosz nyelven egyaránt alkotó kirgiz író. A kirgiz irodalom legjelentősebb alakja.

## Élete
Kirgizisztánban, az üzbég határ melletti Talasz völgyben található apró faluban, Sekerben (kirgizül: Шекер) született. Nevét Dzsingisz kánról kapta. Kisgyermek korában családja nomád, vándorló életmódot folytatott, mint akkoriban a legtöbb kirgiz. Csak hat osztályt fejezett be az általános iskolából, majd 14 éves korában (a második világháború idején) a falusi tanács elnöke lett és az adók beszedésével is őt bízták meg.
Szülei állami alkalmazottak voltak Sekerben. 1937-ben édesapját, aki a Kirgiz Autonóm Köztársaság Legfelsőbb Tanácsa prominens tagja volt, Moszkvában burzsoá nacionalizmussal vádolták meg és letartóztatták. Az elmondások szerint, Sztálin egyik tisztogató akciója keretében, a Frunze melletti Cson Tas-ban végezték ki 1938-ban, az egész kirgiz Központi Bizottsággal együtt.

## Tanulmányai
1946-ban a frunzei Kirgiz Mezőgazdasági Intézet állattenyésztési szakán kezdte meg tanulmányait, amelyet a kazahsztáni Dzsambulban (ma Taraz) folytatott, ahol 1953-ban szerzett állatorvosi diplomát, és egy kísérleti farmon kezdett dolgozni.
Első publikációja 1952-ben jelent meg a Szovjet Kirgízia című folyóiratban, „A kirgiz nyelv terminológiája” címmel, amelyben anyanyelvének az orosz nyelvből átvett szavak eredményeként elért gazdagodását mérte fel. Első művét több novella követte, amelyek után felvételt nyert a moszkvai Gorkij Irodalmi Intézetbe, ahol 1958-ban szerzett diplomát.

## Munkássága
Már tanulmányai folyamán is több kisebb-nagyobb művet publikált, elsősorban orosz, de kirgiz nyelven is. Az orosz olvasókat bámulatba ejtette, milyen szinten sajátította el nyelvüket a kirgiz állatorvos.
Ajtmatov számára a hírnevet a Dzsamila szerelme című kisregény hozta meg, amelyről Louis Aragon azt írta: „Ez a világ legszebb szerelmes története”. Műveinek visszatérő motívuma a türk népek élete, életmódja, és az a kérdés, hogy a modernizáció hogyan fosztja meg az embereket egyéniségüktől.
A hatvanas években már az egész Szovjetunióban felfigyeltek írásaira, az egyik legelismertebb kortárs szovjet íróvá és irodalmi figurává vált. Számos irodalmi intézmény, folyóirat kormányzó testületébe választották be. Ő volt a Kirgiz Filmművészek Szövetségének elnöke több mint húsz éven át. Egy időben a Pravda című napilap rendszeres írója volt, regényeket, kisregényeket írt, de drámákkal és műfordításokkal is foglalkozott.

## Társadalmi tevékenysége

### Szovjet időszak
Csingiz Ajtmatov a világ legismertebb kirgiz írója, műveit több mint száz nyelvre fordították le, 90 millió példányt adtak el belőlük és Európában mindenütt olvassák. Kirgizisztánban a Legfelső Tanács tagjává választották, így részt vett az SZKP utolsó négy kongresszusán, mint kirgiz küldött. Több szovjet kitüntetés birtokosa, köztük Lenin-renddel, Állami-díjjal tüntették ki (mindkettőt irodalmi munkásságáért kapta), és 50. születésnapjára megkapta a Szocialista Munka Hőse kitüntetést is.
Elévülhetetlen érdemeket szerzett a „Mozgalom a Demokráciáért” szervezet 1989-es újjáélesztésében.

### Élete végén
A Kirgiz Köztársaság brüsszeli nagykövete volt, egyben képviselte országát az Európai Unió, a NATO, az UNESCO szervezetekben, valamint Hollandiában és Luxemburgban is. Fia, Aszkar Ajtmatov, kirgiz külügyminiszter volt. 2005-ben Pro Cultura Hungarica díjban részesült. 2006. április 20-án a XIII. Budapesti Nemzetközi Könyvfesztivál vendégeként hazánkban tartózkodó írónak Sólyom László köztársasági elnök a Magyar Köztársasági Érdemrend tisztikeresztje kitüntetést adományozta. Egy nürnbergi klinikán halt meg 2008. június 10-én.

## Művei
- Dzsamila szerelme (Джамиля, 1958)
- Az első tanító (Первый учитель, 1962)
- A versenyló halála (Прощай, Гульсары!, 1966)
- Fehér hajó (Белый пароход, 1970)
- Tengerparton futó tarka kutya (Пегий пёс, бегущий краем моря, 1978)
- Az évszázadnál hosszabb ez a nap (И дольше века длится день, 1981)
- Vesztőhely (Плаха, 1986)
- Amikor leomlanak a hegyek (Örök menyasszony) Когда падают горы (Вечная невеста)

### Magyarul
- Dzsamila szerelme / Szemtől szembe / Vetélytársak; ford. Tarisznyás Györgyi, Füzesi Gyula, Árvay János; Európa, Bp., 1960
- Piroskendős jegenyécském. Elbeszélések; ford. Szegő György, Tarisznyás Györgyi; Irodalmi kiadó, Bukarest, 1962
- Életveszélyben. Elbeszélések; ford. Árvay János, Láng Anikó; Európa, Bp., 1963
- A versenyló halála. Regény; ford. Láng Anikó; Európa, Bp., 1968
- Fehér hajó / A versenyló halála; ford. Fehér János, Láng Anikó; Európa, Bp., 1971 (Európa zsebkönyvek)
- Korai darvak. Két kisregény / Az első tanító; ford. Árvay János; Kozmosz Könyvek, Bp., 1977
- A tengerparton futó tarka kutya. Regény; ford. Árvay János; Európa, Bp., 1977 (Modern könyvtár)
- Az évszázadnál hosszabb ez a nap. Regény; ford. Rab Zsuzsa; Európa, Bp., 1982
- Vesztőhely. Regény; ford. Rab Zsuzsa; Európa, Bp., 1987
- Duhovnyj potencial obnovlenyija / A megújulás szellemi potenciálja; összeáll. Alekszandr Zolotarjov, szöveg Csingiz Ajtmatov et al., ford. Szelivanova Katalin; Novosztyi, Moszkva, 1989 (Átalakítás: problémák, kutatások, prognózisok)
- Dzsingisz kán fehér fellege. Két elbeszélés / Mire a madarak visszatérnek; ford. Somfai Kara Dávid, versford., tan. Buda Ferenc; Holnap, Bp., 2007
- Amikor leomlanak a hegyek. Az örök menyasszony; ford. Katona Erzsébet; Európa, Bp., 2008

## Műveinek filmes adaptációi
- 1966: Az első tanító, Andrej Koncsalovszkij filmje, több díjat kapott.
- 1969: Dzsamila szerelme, Irina Poplavszkaja filmje.

## Emlékhely
Szülőfalujában, Sekerben, 1978-ban, 50. születésnapjára emlékház nyílt, amely életét és munkásságát mutatja be. A múzeumban több mint 1000 kiállítási tárgyat mutatnak be, kéziratok, cikkek, eredeti könyvek és fényképek. Külön szekció foglalkozik szülei és családja életével.

## Lásd még
- Mankurt